# Coleophora albidorsella
Coleophora albidorsella là một loài bướm đêm thuộc họ Coleophoridae. Nó được tìm thấy ở Iran, the Palestinian Territory và Các Tiểu Vương quốc Ả Rập Thống nhất.